# Sem (Priester)
Sem (auch Setem) ist im Alten-, Mittleren- und in der Frühzeit des Neuen Reiches hauptsächlich die altägyptische Bezeichnung eines Funktionstitels vom „Hohepriester des Osiris“ und definierte sich über die Tätigkeit der Sem-Priesterschaft in den Totentempeln. Die genaue Übersetzung des in diesem Zusammenhang verwendeten Begriffs „Setem-Priester“ bleibt unklar.
Ein Elfenbeintäfelchen des Den (1. Dynastie) stellt den ikonografisch ältesten Beleg für die Funktion des Titels Sem dar, der in jener Zeit als Mut-nefer noch an den Titel Tjet gekoppelt war. Der Kult des Sem nahm eine Sonderstellung ein, da er ebenso Tätigkeiten der Position des „Hohepriester des Sameref“ beinhaltete und die Grundlage für die Verehrung des Osiris-Chontamenti in Abydos bildete.
Von diesem Osiris-Tempelbezirk, der im Norden von Abydos lag, sind heute nur noch geringe Überreste vorhanden. Aus den Inschriften abydenischer Denkmäler im Mittleren Reich geht hervor, dass sich die in Abydos tätigen Priester und Beamten zugleich als „Sa-meref“ und „Sem“ verstanden.

## Hintergrund

### Rollenzuweisung des Sem-Priesters

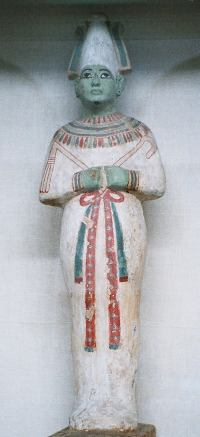
Statue von Osiris im Ägyptischen Museum in Kairo

Der Sem-Priester symbolisiert hauptsächlich den fürsorgenden Sohn des Osiris im Kontext mit Horus, der sich aus dem Totenkult ergibt. Damit repräsentiert der Sem-Priester den Charakter eines Sohnes, der seinen toten Vater versorgt. Die Sem-Priesterschaft übernimmt damit auf weltlicher Ebene die Aufgaben der Sem-Gottheiten. Als Pendant des göttlichen Sohns Sa-meref kann der Sem-Priester den König beleben, regenerieren und dessen Weg zu ewiger Herrschaft öffnen. Aus der Zeit des Thutmosis III. datiert die Inschrift des Neb-waui, „Hohepriester des Osiris und des Sa-meref“:

„Ich versah mein erstes Amt im Tempel des Vaters Osiris. Ich war ein Sa-meref in der Prozedur des Goldhauses, in den Geheimnissen des Herrn von Abydos. Ich war geschickt bezüglich der Arme beim Schmücken der Gottesstatue: Ein Sem-Priester mit reinen Fingern. Alle Handwerker standen unter meiner Aufsicht: Sie geschahen durch mich.“

Im weiteren Verlauf der 18. Dynastie führten die „Hohepriester des Ptah“ zusätzlich den Titel des Sem-Priesters, da sie sich als Abbild des Gottes Iunmutef verstanden, weshalb sich entsprechend das Ornat der Sem-Priester änderte, das nun das Pantherfell und die Jugendlocke beinhaltete. In die Regierungszeit des Amenophis III. konnte der früheste Beleg für die Erweiterung des memphitischen Hohepriestertitels mit der Sem-Priestereigenschaft datiert werden. Eine Statue des Ptahmose, Sohn des Mencheper, zeigt ihn in der Tracht des Iunmutef, ergänzt mit der Inschrift „Abbild des Iunmutef“. Ergänzend führte deshalb der Sem-Priester die Bezeichnung des „Königssohnes“ mit dem Titel „Horus Iunmutef“.
Im Alten Reich oblag ursprünglich dem ältesten Sohn des Königs diese Aufgabe, die später der Sem-Priester als Verkörperung des Königsohnes in der Rolle des „Zusehenden bei der rituellen Reinigung der Verstorbenen“ übernahm und damit einen direkten Bezug zu der dem Osiris dienenden Gottheit Sem herstellte.

### Tätigkeiten des Sem-Priesters
Sicher belegt ist seine Tätigkeit als Ritualpriester bezüglich der Mundöffnungszeremonie, bei der er mit einem Pantherfell dargestellt ist. Der Sem-Priester übernahm unter anderem deshalb auch die Funktion des Vermittlers zwischen dem König und den Gottheiten.
Zu den weiteren Aufgaben gehörte das Ankleiden des Königs, Opferzuweisungen an die Götter und Götterstatuen nebst Schreinen. Die Aktivitäten des Sem-Priesters konzentrierten sich im Zusammenhang mit den Prozessionen des Sedfestes auf die Erhaltung und Erneuerung der Königsherrschaft. Im Vorraum des Tempels von Pepi II. ist auf der Westwand zu sehen, wie der Sem den „Göttern der Schreine“ das typische Dreifach-Opfer Leinen, Weihrauch und Salböl darbringt, worauf die Götter wohlwollend den Thron bestätigen, wie auch den König als „Ersten aller Lebenden“:

„Die Götter kommen, indem sie ‚Leben, Macht und Gesundheit für den Sohn seines Leibes Nebmaatre bringen‘ und verheißen ihm: ‚Er begeht das Neujahrsfest weiten Herzens, er verjüngt die Monate im Nehebkau-Fest und er verbringt viele Sedfeste auf dem Thron wie Re.‘“

In der Liturgie der griechisch-römischen Zeit verwandelte sich Seth auf der Flucht vor Thot und Anubis in einen Panther, der von Anubis getötet wurde. Anschließend betrat Anubis mit dem abgezogenen Fell des Panthers die Balsamierungshalle des Osiris und sprach: „Seth ist hier“.